# 機甲師団シリーズ

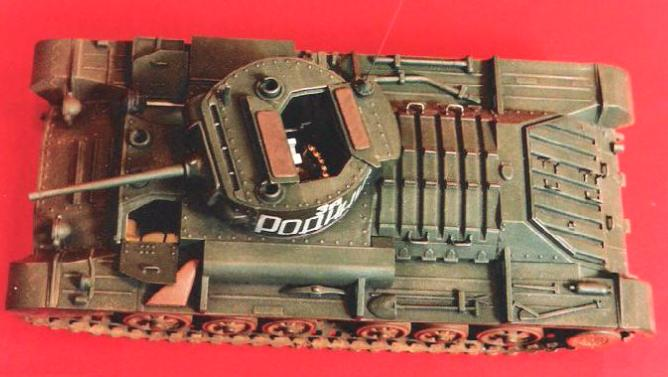
1/48バレンタイン歩兵戦車（塗装加工作品）

機甲師団シリーズ（きこうしだんシリーズ）とは、バンダイが製造・販売していた 1/48スケールのミリタリー模型のシリーズで、通称は「ヨンパチシリーズ」である。

## 概要
プラスチックモデルのメーカーとしてのバンダイは1980年代初めのガンプラの大ブーム以降急速にキャラクターモデルに特化するが、1970年代にはスケールモデルの開発も積極的に行っていた。本シリーズは1972年に販売が開始されたもので、第二次世界大戦のドイツ戦車のラインナップから始まり、その後アメリカ・英国・ソ連の戦車を中心に大砲、装甲車、兵隊、情景模型用のアクセサリーが販売された。比較的小型の模型ながら、内部構造の再現に挑戦するなど意欲的なシリーズで、他のスケールでも製品化されていないマイナーな車種も含め、1976年頃までに戦車などの車両と火砲が40点以上、ジオラマ用アクセサリーと兵士セットが合わせて20点以上製品化された。しかし、1970年代の半ばはタミヤの1/35スケールミリタリーミニチュアシリーズが大躍進した時期であり、またフジミ模型、日東科学、ハセガワなどからは1/72ないし1/76スケールのミニサイズのミリタリーモデルも多数発売されている。そのため、それらの中間のサイズであった本シリーズはモデラーの十分な支持を得られず、同スケールで追随するメーカーも無かったため、1970年代後半に本シリーズの開発は打ち切られた。シリーズ末期に金型のできあがっていたゴリアテ、ケッテンクラート、ベンツトラックL3000Sは本シリーズとしては販売されず、後に一部が小林源文の劇画とセットになった「狼の砲声」シリーズに含まれたり、他社（モーヴ）の航空機とセットになったり、後述する日本国外のメーカーやバンダイの輸出用パッケージのみでの販売となった。また、イギリス歩兵など日本国外版のみで日本国内販売の全く無い物も存在する。
1980年には、ドイツ軍車両を中心とした20点が箱絵を三面図風に変更して再発売されたが、ガンプラブームの中で程なく姿を消している。1990年代にも何度か再発売されているが、箱に"Made in China"とあるように、こちらは後述のフーマン製を逆輸入したものである。2000年代半ば、タミヤが1/48ミリタリーミニチュアシリーズ の開発を本格化させると、それに合わせてバンダイが本シリーズの再発売を計画中であると模型雑誌等で報じられたが、実現しなかった。

## 製品の特徴
本シリーズは、モーターなどによる走行を考慮していないディスプレイタイプの模型で、車体内部まである程度再現しているのが特徴である。これは、情景模型用のアクセサリー同時に開発している点も含めて、やや遅れてスタートした日東科学の1/76スケールシリーズと同様であり、当時タミヤのパチッ特集号などでジオラマの人気が高まっていたことを受け、ジオラマの製作を強く意識したものといえる。
1/48というスケールは、航空機では標準スケールであり多数の製品が作られていたが、軍用車両は欧米では殆ど作られておらず、オーロラが1950年代から60年代にかけて発売した十数点のキットがほぼ唯一と言ってよい状態だった。日本国内では1/48ないし1/50スケールの戦車は相当数作られていたが、その殆どはモーターやゼンマイでの走行を主目的としたもので、本シリーズに匹敵する精度を持つものは事実上存在していなかった。本シリーズは一部では高く評価されたものの、一社のみの展開という限界のために1/48を戦車模型の標準スケールに押し上げることは出来なかった。
パッケージは、当初は情景用アクセサリーを除き背景が白地の「白箱」仕様で、下部に引かれた赤帯が特徴的であったが、1980年の再発売では三面図風（正確には上面、側面、前面、後面の四面）のものに改められた。1990年代以降の再発売では、後述の日本国外版と同様、両方が混在している。

## 日本以外のメーカーからの販売
1980 - 1990年代には韓国のアカデミー科学や、日中合弁企業で、昔のバンダイの通称「バンザイマーク」を社章としたフーマン（福萬＝福建省万代）で生産され、特に後者は現在の中国人ミリタリーモデラーの育成に一役買っている。また、一部はシンガポールのHobby Bounties（往年の英国模型メーカーの商標「フロッグ」を買い取った企業。以下「フロッグ」）からも販売された。これらは海賊版であると誤解されることもあるが、ほとんどはバンダイが作ったオリジナル金型を用いた製品である。しかし、フーマン時代に十分なメンテナンスをせずに大量生産を続けたため金型が痛み、全体にモールドが甘くなったり合わせが悪くなった他、（フロッグの社長の談によると）一部は修理不可能なまでに損傷した。またフロッグ版のウィリスジープなどはオリジナル金型からバンダイ本社に無許可（フーマンに対して無許可であるかは定かではない）でコピーしたものであるが、バリの大量に発生したフーマン版（2005年に再発売計画のためにバンダイがチェックした時はそうでもない）よりは良好な状態である。
アカデミー科学とフーマンのパッケージはバンダイのものを基にしており、1980に再発売されたものは三面図版、それ以外は初期のものを使用している。フロッグはパッケージのデザイン、箱絵とも独自のものを使用している。また日本国内版では、ランナーのタグや車体底面にある刻印が、バンダイのマークや社名と"Made in Japan"であったが、フーマン版では、"Made in China"に変更されている。

## ラインナップ
本シリーズで製品化されているのは、汎用性のある情景用アクセサリーを除けば、全て第二次大戦時の戦車・自走砲等の軍用車両と火砲、兵士などで、第二次大戦後に登場したものは含まれていない。また、ナチスドイツを中心に、それと戦ったアメリカ、イギリス、ソビエトの兵器・兵士に限られ、日本やフランス、イタリアなどのものは含まれていない。このように、本シリーズは第二次大戦時のヨーロッパや北アフリカ戦線などの狭い範囲を対象としている。
本シリーズでは当初「電撃機甲師団シリーズ」としてドイツ軍の兵器がモデル化された。1973年版のカタログに掲載されているのは、ドイツ軍の車両と火砲が12点、情景用アクセサリーが6点、ドイツ軍兵士が5点で、全てドイツ軍で占められている。その後連合国側の車両もモデル化され、シリーズの完成した1975年版のカタログには、車両と火砲はドイツ26点「電撃機甲師団シリーズ（通し番号１番から）」、アメリカ11点「米国機甲師団シリーズ（通し番号100番台）」、イギリス4点「英国機甲師団シリーズ（通し番号200番台）」、ソビエト3点「ソ連機甲師団シリーズ（通し番号300番台）」の計44点、情景アクセサリーが11点、兵士はドイツ7点、アメリカ5点が掲載されている。その後1977年版ではベンツL3000S、1979年版ではゴリアテとケッテンクラートが発売予定として掲載されたが、いずれも旧パッケージの国内版としては発売に至らなかった。パッケージを一新した1980年の再販版は、ドイツの車両と火砲が18点、アメリカの車両が2点だった。